# Apolodor Atenski
Apolodor Atenski [apolodór aténski] (starogrško Ἀπολλόδωρος ὁ Ἀθηναῖος: Apollodōros ho Athēnaios; okoli 180 do po 120 pr. n. št.), Asklepiadov sin, je bil grški učenjak in matematik. Njegovi učitelji so bili Diogen iz Babilona, stoik Panetij in slovničar Aristarh s Samotrake. Živel je v Aleksandriji do okoli leta 146. pr. n. št., ko je odšel, pobegnil ali bil pregnan. Zatočišče je najverjetneje našel v Pergamonu, preden se je končno naselil v Atenah.
Najbolj je znan po delu Kronika (Χρονικά), v katerem v komičnih stihih opisuje grško zgodovino od trojanske vojne do svoje dobe. Napisal je tudi knjigo O bogovih (Περὶ θεῶν), ki predstavlja zgodovino grške religije, komentar o Homerjevem Katalogu ladij.
Njegova dela so uživala velik ugled v antičnem svetu, zaradi česar so mu pripisovali tudi mnoge knjige, čeprav ni bil njihov avtor. Od vseh je najbolj znana enciklopedija grške mitologije z naslovom Biblioteka, katere anonimni avtor je znan po imenu Psevdoapolodor.

## Literarna dela
- Kronika (Χρονικά – Hronika), grška zgodovina v verzih od padca Troje v 12. stoletju pred našim štetjem do približno 143 pred našim štetjem (pozneje je bila podaljšana do 109 pr. n. št.), je bila napisana na podlagi prejšnjih del Eratostena iz Kirene. Njeni datumi so računani  po sklicevanju na arhonte iz Aten. Ker je bila večina arhontov imenovana za eno leto, so znanstveniki lahko določili leta, na katera se je  Apolodor skliceval. Pesem je napisana v komičnih trimetrih in je bila namenjena kralju Pergamona Atalu II. Filadelfu iz 2. stoletja pred našim štetjem.
- O bogovih (Περὶ θεῶν – Peri theōn) je podroben opis zgodovine grške religije, na katero so se močno opirali poznejši pisci, kot je Filodem.
- Dvanajst knjig esejev o Homerjevem Katalogu ladij (Περὶ τοῦ νεῶν καταλόγου) temelji na dognanjih Eratostena iz Kirene in Demetrija Skeptika, ki sta se ukvarjala s homersko geografijo in s tem, kako se je spremenila v stoletjih. Strabon se je močno oprl na to v 8. do 10. knjigi v svoji Geografiji.
- Druga dela vključujejo zgodnjo etimologijo (Ἐτυμολογίαι) (morda zgodnejšo kot pri aleksandrijskem pisatelju) in analize pesnikov Epiharmosa s Kosa (Περὶ Ἐπιχάρμου) in Sofrona. (Περὶ Σώφρονος)
- Apolodor je napisal številne druge kritične in slovnične zapise, ki niso ohranjeni.
- Njegov sloves učenjaka je imel za posledico številna posnemanja, ponaredke in napačno pripisovanje. Enciklopedija grške mitologije, imenovana Biblioteka ali knjižnica, je bila tradicionalno pripisana njemu, vendar verjetno ni; navaja namreč avtorje, ki so pisali stoletja pozneje. Namesto tega se avtor Biblioteke zdaj imenuje Psevdoapolodor.